# Bellanki, Hukeri
Bellanki là một làng thuộc tehsil Hukeri, huyện Belgaum, bang Karnataka, Ấn Độ.